# Горохово (Калининградская область)
Горохово — посёлок в Гурьевском городском округе Калининградской области. До 2014 года входило в состав Храбровского сельского поселения.

## История
В 1946 году Шпритлаукен  был переименован в поселок Горохово.

## Население
| 2002 | 2010 |
| ---- | ---- |
| 5    | ↘3   |